# Олівола
Олівола (італ. Olivola, п'єм. Aulìvola) — муніципалітет в Італії, у регіоні П'ємонт,  провінція Алессандрія.
Олівола розташована на відстані близько 490 км на північний захід від Рима, 55 км на схід від Турина, 25 км на північний захід від Алессандрії.
Населення — 123 особи (2014).
Щорічний фестиваль відбувається 29 червня. Покровитель — святий Петро.

## Демографія
Населення за роками:

Станом на 1 січня 2023 року в муніципалітеті офіційно проживали 3 іноземці з 3 країн, серед них 1 громадянин країн Євросоюзу.

## Сусідні муніципалітети
- Казорцо
- Фрассінелло-Монферрато
- Оттільйо
- Віньяле-Монферрато